# 指定
| ウィキペディアには「指定」という見出しの百科事典記事はありません（タイトルに「指定」を含むページの一覧/「指定」で始まるページの一覧）。 代わりにウィクショナリーのページ「指定」が役に立つかもしれません。 |